# Gnucleus
Gnucleus ist ein freies Filesharingprogramm, das die Protokolle Gnutella und Gnutella2 unterstützt.
Die Ziele sind ein stabiles und sicheres Programm, das zum einen einfach zu bedienen ist und zum anderen aber zahlreiche Optionen anbietet. Da Gnucleus nativ auf Windows-Systemen läuft (in C++ geschrieben), ist es zum einen schnell und spart zum anderen Ressourcen.
Das Programm ist hauptsächlich dadurch bekannt, dass der Netzwerkkern unter dem Namen GnucDNA von der GUI des Programms abgetrennt wurde und noch heute als Basis vieler anderer Gnutella- und Gnutella2-Clients seinen Dienst tut.